# ظهير (المغرب)
الظهير الشريف  أو الظهير الملكي هو مرسوم يقوم بإصداره ملك المغرب بصفته سلطة عليا وممثلا أسمى للأمة.

## تاريخ
الظهائر جمع ظهير وهو المعين، وهي الكتب الصادرة عن الخليفة ببلاد المغرب وتسمى أيضا بالصكوك، وسمي مرسوم الخليفة أو السلطان ظهيرا لما يقع به من المعاونة كتب له والصكوك جمع صك وهو الكتاب، ولكنهم اقتصروا على استعمال لفظ الظهير.

## مواصفات الظهير
يوقع الظهير بالعطف من لدن رئيس الحكومة ماعدا الظهائر المتعلقة بتعيين الوزير الأول والوزراء وإعفاؤهم -مجلس الوصاية -حالة الاستثناء -الاستفتاء -حل البرلمان -تعيين القضاة. يتميز الظهير دائما برقم 1 على اليسار بالإضافة إلى الرقمين الأخيرين هما سنة الإصدار والرقم الترتيبي، ثم التاريخ الهجري والميلادي والموضوع، مثلا : ظهير شريف رقم 1.72.061 الصادر بتاريخ 23 محرم 1392 موافق 10 مارس 1972.

### الظهير الشريف التنفيذي
الظهير الشريف التنفيذي يصدره ويوقعه الملك ويتميز بالمواصفات نفسها التي يتميز بها الظهير، إلا أن الظهير التنفيذي يقصد به إعطاء الشرعية التنفيذية لقانون صادر عن البرلمان إذ بدون صدور هذا الظهير في الجريدة الرسمية لا يمكن للقانون المصادق عليه من لدن البرلمان أن ينتقل إلى مرحلة التنفيذ.

### المرسوم الملكي
المرسوم الملكي يصدره ويوقعه الملك ويحمل رقما ترتيبيا خاصا مع تاريخ الإصدار الهجري والميلادي، ويصدر عادة في حالات خاصة جدا حيث يمارس الملك بمقتضى الدستور المهام التشريعية والتنفيذية في ذات الوقت.

### ظهير التوقير والاحترام والإعفاء
كان سلاطين المغرب يصدرون «ظهائر التوقير والاحترام والإعفاء» من سائر التكاليف المخزنية والوظائف الحكومية لبعض الافراد أو المجتمعات، كتشجيع للعلماء المدرسين، والشرفاء أصحاب الزاويات، الذين نالوا مظاهر التكريم والتقدير والتي كان يضفيها السلاطين على الطرق الصوفية عموما.
كما خص سلاطين المغرب العنصر اليهودي المغربي بظهائر التوقير والاحترام، كما هو حال أبي الحسن المريني وأحمد المنصور الذهبي وسيدي محمد بن عبد الله العلوي، وغيرهم. ونفس الشيء فعل علي بن يوسف مع العنصر النصراني المعاهد في المغرب والأندلس.
ونالت العديد من الأربطة والثغور المغربية، التي كانت تتصدى لهجمات الأوروبيين، العديد من ظهائر التوقير من السلطان، خصوصا الموجودة على الشواطيء، فكان بعض السلاطين يصدرون بحق القبائل المرابطة التي حسبت نفسها وكرست حياتها للجهاد، ظهائر شريفة تعطى لها الصبغة الرسمية، وتكفل لها البقاء، وتحيطها بهالة من التقدير والاحترام.
مثال على ظهير شريف للتوقير والاحترام والإعفاء، أصدره السلطان محمد الثالث بن عبد الله:
| ظهير (المغرب) | الحمد لله، وصلى الله على سيدنا محمد وءاله وصحبه وسلم تسليما كثيرا أثيــــــرا، (...) ، حملته المجاهدون الأكرمون، القبيلة البوزاتية، من قبيلة عمارة، عمرها الله، يعلم منه أننا عظمنا المرساة الكائنة بتركة حرسها الله، واحترمناها، واحترمنا أهلها، فهي معظمة محترمة إلى يوم القيامة، مراعاة لثغر الجهاد المقابل لأعداء الله الكافرين جمرهم الله، ولقربهم من الولي الصالح سيدي أحمد الفيلالي فزاويته محترمة، موقرة معظمة، ومن لاذ بها، او احتمى بها كائنا من كان، كان ءامنا على نفسه، ومَن (...) فلا يلومن إلا نفسه، وزكاتهم وأعشارهم في ضعفائهم والمجاهدين، والواقف عليه يعمل به ولا يتعداه، في رابع ذي الحجة الحرام، عام واحد وسبعين ومائة وألف. | ظهير (المغرب) |

## أمثلة
| التاريخ        | العاهل                    | الموضوع                                                           |
| -------------- | ------------------------- | ----------------------------------------------------------------- |
| 1698           | إسماعيل بن الشريف         | السماح للفرنسيسكان بإنشاء بعثة في مكناس لرعاية المسيحيين الأسرى.  |
| 4 يونيو 1864   | محمد الرابع بن عبد الرحمن | تعزيز التجارة الحرة مع الدول الأجنبية.                            |
| نوفمبر 1892    | الحسن الأول بن محمد       | إنشاء أول خدمة بريدية محلية منظمة.                                |
| فبراير1907     | عبد العزيز بن الحسن       | ترسيخ صلاحيات الاحتكار في إصدار العملة لدى البنك المركزي المغربي. |
| 12 أغسطس 1913  | يوسف بن الحسن             | الإجراءات الجنائية.                                               |
| 11 مارس 1915   | يوسف بن الحسن             | التعليم.                                                          |
| 17 نوفمبر 1915 | يوسف بن الحسن             | إنشاء خاتم سليمان المكون من خمسة فروع لعلم المغرب.                |
| 8 نوفمبر 1919  | يوسف بن الحسن             | إنشاء الشركة المغربية للنقل.                                      |
| 1 نوفمبر 1926  | يوسف بن الحسن             | المكتبة الوطنية المغربية أصبحت مؤسسة عمومية.                      |
| 16 مايو 1930   | محمد الخامس بن يوسف       | العدالة البربرية (المعروفة باسم الظهير البربري).                  |
| 26 أبريل 1956  | محمد الخامس بن يوسف       | إنشاء وزارة الشؤون الخارجية المغربية.                             |
| 16 مايو 1956   | محمد الخامس بن يوسف       | إنشاء المديرية العامة للأمن الوطني (شرطة الدولة).                 |
| 16 يوليو 1957  | محمد الخامس بن يوسف       | النقابة.                                                          |
| 6 سبتمبر 1958  | محمد الخامس بن يوسف       | قانون الجنسية المغربية.                                           |
| 21 يوليو 1959  | محمد الخامس بن يوسف       | تأسيس وتنظيم الجامعات المغربية.                                   |
| 23 يونيو 1960  | محمد الخامس بن يوسف       | تنظيم البلديات.                                                   |
| 24 أكتوبر 1962 | الحسن الثاني بن محمد      | الغرف التجارية (عُدِّل في 26 أغسطس 1992).                            |
| 12 سبتمبر 1963 | الحسن الثاني بن محمد      | تنظيم المحافظات والأقاليم.                                        |
| 13 نوفمبر 1963 | الحسن الثاني بن محمد      | التعليم.                                                          |
| 16 يونيو 1971  | الحسن الثاني بن محمد      | تنظيم جهات المغرب.                                                |
| 30 سبتمبر 1976 | الحسن الثاني بن محمد      | تنظيم مجتمعي جديد.                                                |
| 2 أبريل 1997   | الحسن الثاني بن محمد      | اللامركزية وإعادة تنظيم الجهات الـ16 في المغرب.                   |
| 17 أكتوبر 2001 | محمد السادس بن الحسن      | إنشاء المعهد الملكي للثقافة الأمازيغية.                           |
| 3 أكتوبر 2002  | محمد السادس بن الحسن      | المخطط الطائفي.                                                   |
| 10 أبريل 2004  | محمد السادس بن الحسن      | إنشاء هيئة الإنصاف والمصالحة.                                     |

## وصلات خارجية
- الجريدة الرسمية 1913-2012